# Скотт (округ, Кентуккі)
Шаблон:StateAbbr_ 38°18′ пн. ш. 84°35′ зх. д. / 38.3° пн. ш. 84.58° зх. д.
Округ  Скотт (англ. Scott County) — округ (графство) у штаті  Кентуккі, США. Ідентифікатор округу 21209.

## Історія
Округ утворений 1792 року.

## Демографія
За даними перепису 
2000 року 
загальне населення округу становило 33061 осіб, зокрема міського населення було 19004, а сільського — 14057.
Серед мешканців округу чоловіків було 16179, а жінок — 16882. В окрузі було 12110 домогосподарств, 8990 родин, які мешкали в 12977 будинках.
Середній розмір родини становив 3,01.
Віковий розподіл населення поданий у таблиці:
| Стать    | До 15 років | 15-21 | 22-29 | 30-39 | 40-49 | 50-65 | 65-85 | Понад 85 |
| -------- | ----------- | ----- | ----- | ----- | ----- | ----- | ----- | -------- |
| Чоловіки | 3879        | 1860  | 1979  | 2750  | 2497  | 2089  | 1043  | 82       |
| Жінки    | 3476        | 1977  | 2053  | 2736  | 2598  | 2231  | 1523  | 288      |

## Суміжні округи
- Грант — північ
- Гаррісон — північний схід
- Бурбон — схід
- Файєтт — південний схід
- Вудфорд — південний захід
- Франклін — захід
- Оуен — північний захід

## Виноски
1. ↑  U.S. Decennial Census. United States Census Bureau. Архів оригіналу за 19 липня 2018. Процитовано 20 серпня 2014.
2. ↑  Historical Census Browser. University of Virginia Library. Архів оригіналу за 11 серпня 2012. Процитовано 20 серпня 2014.
3. ↑  Population of Counties by Decennial Census: 1900 to 1990. United States Census Bureau. Архів оригіналу за 13 жовтня 2014. Процитовано 20 серпня 2014.
4. ↑  Census 2000 PHC-T-4. Ranking Tables for Counties: 1990 and 2000 (PDF). United States Census Bureau. Архів оригіналу (PDF) за 18 грудня 2014. Процитовано 2 квітня 2015.
5. ↑  State & County QuickFacts. United States Census Bureau. Архів оригіналу за 18 липня 2011. Процитовано 20 серпня 2014. [Архівовано 2011-06-07 у Wayback Machine.](англ.) Наведено за англійською вікіпедією.
6. ↑  American FactFinder. Бюро перепису населення США. Архів оригіналу за 26 лютого 2012. Процитовано 31 січня 2008. [Архівовано 2008-05-21 у Wayback Machine.]

| США | Це незавершена стаття з географії США. Ви можете допомогти проєкту, виправивши або дописавши її. |